# Pièce de 1 dollar américain Morgan
Vous lisez un « bon article » labellisé en 2022.
La pièce de 1 dollar américain Morgan est une pièce de monnaie en dollars américains frappée de 1878 à 1904 puis à nouveau en 1921. C'est le premier dollar standard en argent frappé depuis l'adoption de la loi sur la monnaie de 1873, qui mit fin à la libre frappe de l'argent et à la production du dessin précédent, le dollar Seated Liberty. La pièce porte le nom de son concepteur, George T. Morgan, graveur adjoint de la Monnaie des États-Unis. L'avers représente un portrait de profil représentant la Liberté, tandis que sur le revers on peut voit un aigle aux ailes déployées. La marque d'atelier, si elle est présente, apparaît au revers au-dessus du « o » de « Dollar ».
Le dollar est autorisé par la loi Bland-Allison. Après l'adoption de la loi de 1873, les intérêts miniers font pression pour que l'argent soit rendu gratuitement, ce qui obligerait la Monnaie à accepter tout l'argent qui lui serait présenté et à le rendre, frappé en pièces. Au lieu de cela, la loi Bland-Allison est adoptée, et elle exige que le Trésor achète entre deux et quatre millions de dollars d'argent à la valeur du marché, à frapper en dollars chaque mois. En 1890, la loi Bland-Allison est abrogée par la loi Sherman sur l'achat d'argent, qui demande au Trésor d'acheter 4 500 000 onces troy d'argent chaque mois, mais qui n'exige une production supplémentaire de dollars en argent que pendant un an. Cette loi, une fois de plus, est abrogée en 1893.
En 1898, le Congrès approuve un projet de loi qui exige que tous les lingots restants achetés en vertu de la loi Sherman sur l'achat d'argent soient transformés en dollars d'argent. Lorsque ces réserves d'argent sont épuisées en 1904, la Monnaie cesse de frapper le dollar Morgan. La loi Pittman, adoptée en 1918, autorise la fonte et le recyclage de millions de dollars d'argent. En vertu de cette loi, la frappe des dollars Morgan reprend pendant un an en 1921. Le dessin est remplacé par le dollar Peace plus tard la même année.
Au début des années 1960, une grande quantité de dollars Morgan, non mis en circulation, dans leur sac d'origine, est découverte dans les coffres du Trésor, y compris des émissions que l'on pensait autrefois rares. Les particuliers commencent à acheter de grandes quantités de ces pièces à leur valeur nominale, puis les retirent de la circulation par le biais de la thésaurisation, et finalement le Trésor cesse d'échanger des certificats d'argent contre des pièces d'argent. À partir des années 1970, le Trésor procède à une vente de dollars en argent frappés à la Monnaie de Carson City par l'intermédiaire de l'Administration des services généraux. En 2006, le dessin du revers du dollar Morgan est utilisé sur un dollar en argent émis pour commémorer l'ancien bâtiment de la Monnaie de San Francisco.

## Contexte
En 1873, le Congrès promulgue la quatrième loi sur la frappe de monnaie, qui met fin au standard bimétallique aux États-Unis en démonétisant les lingots d'argent. Avant la promulgation de cette loi, l'argent pouvait être apporté dans les hôtels des monnaies et devenir monnaie légale pour une somme modique. Avec un tel système en place, les producteurs de lingots peuvent faire frapper de l'argent en dollars lorsque la valeur intrinsèque d'un dollar en argent est inférieure à sa valeur nominale, réalisant ainsi un profit, inondant la masse monétaire et provoquant l'inflation. La loi met fin à la production du dollar d'argent standard — alors le dollar Seated Liberty, tel que conçu par Christian Gobrecht — et prévoit la frappe d'un dollar d'argent, destiné à concurrencer les dollars mexicains pour l'utilisation en Orient. En vertu de cette loi, les producteurs de lingots sont autorisés à apporter des lingots aux Monnaies afin de les faire couler en lingots ou de les frapper en nouveaux trade dollars autorisés, moyennant une petite rémunération. Les trade dollars ont initialement cours légal, mais ce statut est révoqué en 1876 pour empêcher les producteurs de lingots de faire des bénéfices en convertissant l'argent en pièces d'un dollar lorsque la valeur du métal est faible. Les restrictions sur la libre circulation de la monnaie énoncées dans la loi sur la frappe de la monnaie n'ont d'abord rencontré que peu de résistance de la part des intérêts miniers jusqu'à ce que le prix de l'argent baisse rapidement en raison de l'augmentation de l'exploitation minière dans l'ouest des États-Unis. Les banquiers, les fabricants et les agriculteurs protestent également, estimant qu'une augmentation de la masse monétaire aurait un impact positif. Des groupes se forment pour exiger la libre frappe de la monnaie d'argent afin de « gonfler » le dollar à la suite de la panique de 1873.
À partir de 1876, plusieurs projets de loi sont présentés à la Chambre des représentants dans le but de rétablir la libre circulation de la monnaie d'argent. Un de ces projets de loi, présenté à la Chambre par le représentant démocrate Richard P. Bland du Missouri, est adopté à l'automne 1876. Le sénateur républicain William B. Allison de l'Iowa y ajoute d'importants amendements au Sénat. Le projet de loi de la Chambre permet de libérer l'argent ; un des amendements d'Allison supprime cette disposition. Ce même amendement permet l'émission de certificats d'argent pour la première fois dans l'histoire des États-Unis. Le projet de loi fait l'objet d'un veto du président Rutherford B. Hayes, qui est annulé le 28 février 1878. La loi dite « Bland-Allison Act » exige que le Trésor achète entre deux et quatre millions de dollars d'argent par mois, à convertir en dollars d'argent selon l'ancien ratio or/argent de 16:1, ce qui signifie qu'une once d'or a la même valeur que seize onces d'argent.

## Dessin

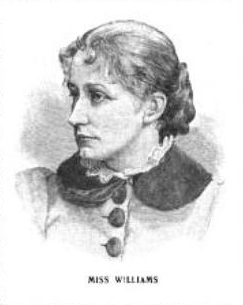
Anna Willess Williams, telle que décrite dans un numéro de 1892 du "Ladies' Home Journal".

En 1876, le directeur de la Monnaie, Henry Linderman, entreprend de faire redessiner les pièces d'argent de la nation. Il contacte C.W. Fremantle, directeur adjoint de la Monnaie royale à Londres, lui demandant de « trouver un graveur, de première classe, qui serait prêt à prendre le poste d'assistant graveur à la Monnaie de Philadelphie ». En réponse à la demande de Linderman, Fremantle écrit : « Mes demandes concernant un graveur assistant m'amènent à recommander très fortement pour ce poste M. George Morgan, 30 ans, qui s'est fait un nom considérable, mais pour lequel il n'y a pas beaucoup de débouchés actuellement dans ce pays ». Un accord est conclu entre Linderman et Morgan pour que le graveur travaille à la Monnaie de Philadelphie sous la direction du graveur en chef William Barber, à titre d'essai pendant six mois.
Morgan arrive à Philadelphie le 9 octobre 1876. Ses premiers modèles de pièces conçus pendant son séjour à la Philadelphie sont destinés au demi-dollar. En 1876, Morgan s'inscrit comme étudiant à l'Académie des Beaux-Arts de Pennsylvanie pour se préparer à créer un nouveau dessin de la tête de la Liberté. Morgan effectue également des études sur la nature de l'aigle à tête blanche pour la préparation du dessin du revers. Pour la représentation de la Liberté, Morgan cherche à représenter une femme américaine plutôt que les figures habituelles de style grec. L'ami de Morgan, l'artiste Thomas Eakins, lui suggère d'utiliser comme modèle Anna Willess Williams de Philadelphie. Au total, Morgan a cinq séances avec Williams ; il déclare que son profil est le plus parfait qu'il ait vu.
Le 18 octobre 1877, Linderman demande au surintendant de la Monnaie de Philadelphie, James Pollock, de « charger M. Morgan de préparer sans délai des matrices pour un dollar en argent, les dessins, les inscriptions et leur disposition devant être identiques à l'impression d'un demi-dollar, en remplaçant les mots « Half Dollar » (demi-dollar) par « One Dollar » (un dollar) ». Linderman ordonne également à Pollock de charger M. Barber de préparer une matrice du revers pour un dollar avec une représentation d'aigle ainsi que les inscriptions requises par la loi. Il choisira la tête de la liberté qu'il préfère pour l'avers. Linderman préfère les dessins de Morgan à ceux du graveur en chef ; il écrit à Pollock le 21 février 1878 : « Je dois maintenant vous informer que j'ai l'intention, dans le cas où le projet de loi sur l'argent, actuellement en instance devant le Congrès, deviendrait loi, de demander l'approbation par le secrétaire au Trésor, des matrices préparées par M. Morgan ».

## Production

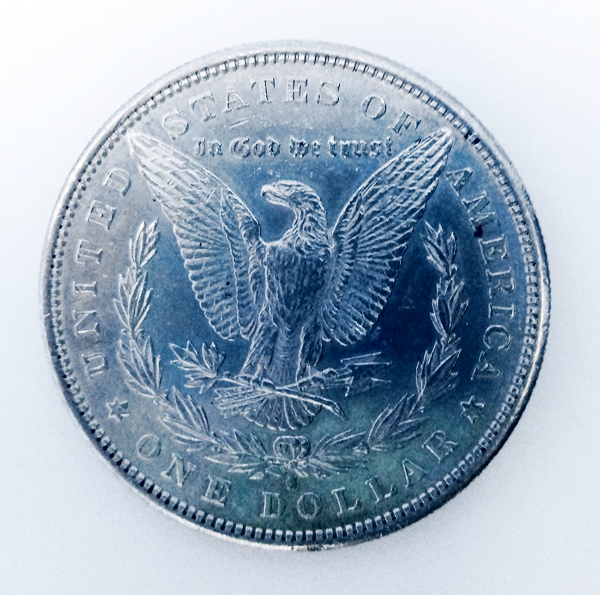
Revers du dollar Morgan de 1881.

La production des pièces ne commence que le 11 mars 1878, plus d'une semaine après l'adoption de la loi Bland-Allison. La première frappe acceptable, après ajustement de la presse, est frappée à 15 h 17 à la Monnaie de Philadelphie. Cette pièce est remise au président Hayes ; la deuxième et la troisième sont offertes au secrétaire au Trésor John Sherman et au directeur de la Monnaie Henry Linderman.

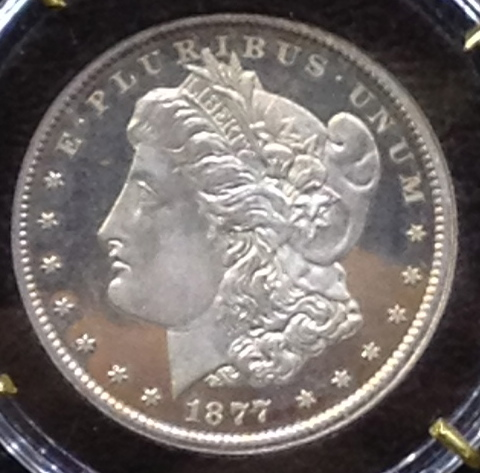
Le dessin de Morgan frappé sur un demi-dollar en 1877

Linderman souhaite impliquer les Monnaies de l'Ouest, de San Francisco et de Carson City, dans la production afin d'aider à atteindre le quota mensuel nécessaire en vertu de la loi Bland-Allison. La pression est si forte à Philadelphie que la Monnaie arrête la production de toutes les autres pièces et commence à faire des heures supplémentaires. L'utilisation des monnaies de l'Ouest est cependant retardée, car toutes les matrices sont préparées à Philadelphie, et l'on pense que les monnaies de l'Ouest ne disposent pas de l'équipement adéquat pour préparer les matrices en vue de leur utilisation. Au cours de la deuxième semaine de production, Linderman signale ce qu'il appelle une « légère imperfection » dans les matrices pour le dollar. La raison de ces changements est de réduire le relief des dessins et de faire passer le nombre de plumes de la queue de l'aigle de huit à sept ; cela est fait parce que toutes les pièces de monnaie américaines antérieures représentent l'aigle à tête blanche comme ayant un nombre impair de plumes de la queue. Le haut-relief fait que les matrices ont une durée de vie plus courte. Les matrices sont finalement envoyées aux hôtels des monnaies de l'Ouest, et arrivent à San Francisco et à Carson City le 16 avril 1878. La Monnaie de La Nouvelle-Orléans commence à frapper les nouveaux dollars d'argent en 1879.
La Monnaie de Denver, créée en 1906, ne frappe les pièces que pendant une année, en 1921. Les différents figurant sur les pièces sont inexistantes pour celles représentant Philadelphie, « CC » pour Carson City, « S » pour San Francisco, « O » pour la Nouvelle-Orléans et « D » pour Denver. Afin de se conformer à la loi sur les pièces de monnaie de 1837, le dollar Morgan contient quatre-vingt-dix pour cent d'argent et dix pour cent de cuivre, mesure 38,1 millimètres de diamètre et pèse 26,73 grammes.

## Sherman Silver Purchase Act et Panique de 1893

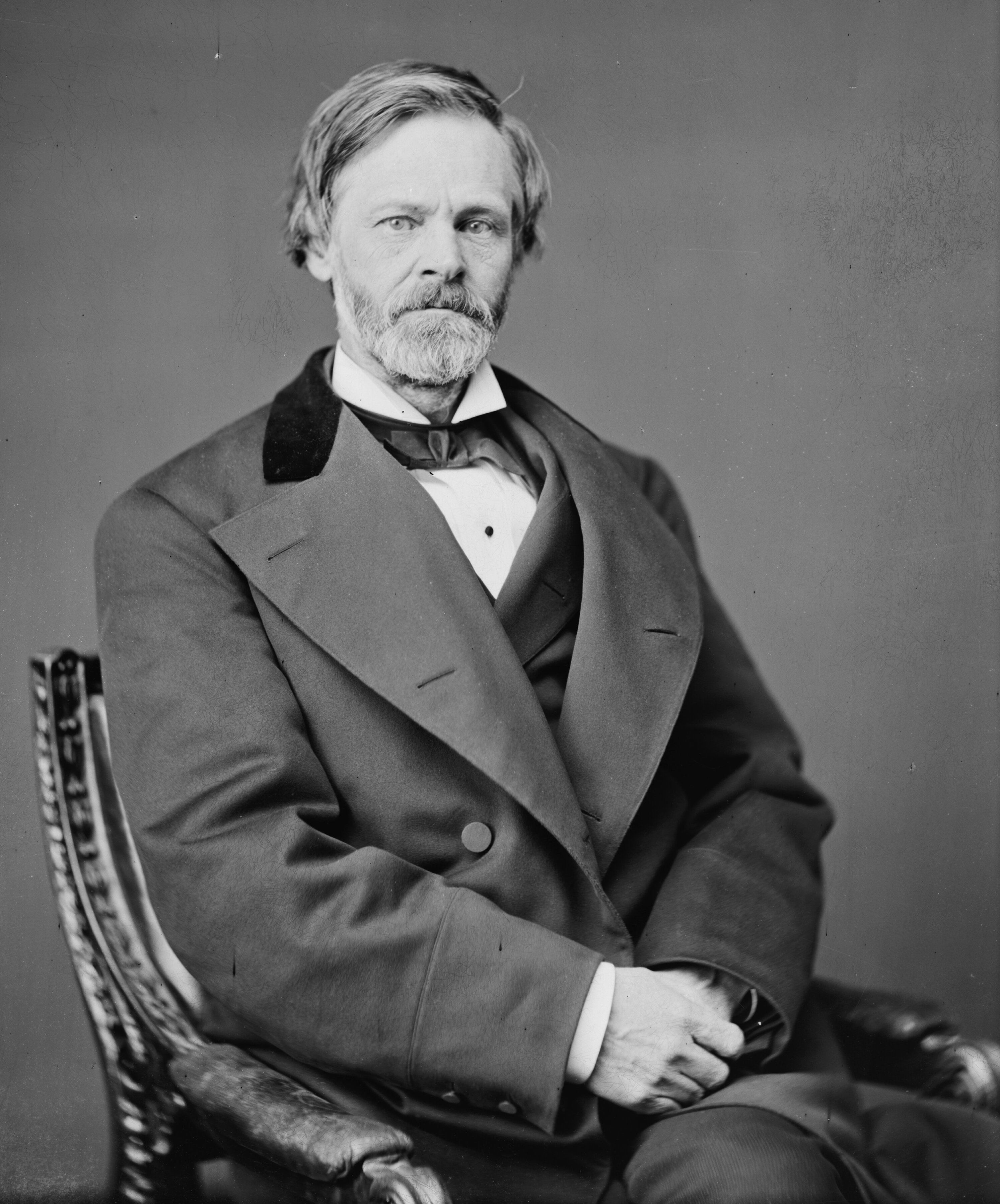
Le sénateur de l'Ohio John Sherman est l'auteur du Sherman Silver Purchase Act, qui oblige le Trésor à acheter 4500000 onces troy (140000 kg) chaque mois.

Le cours du dollar Morgan reste relativement stable jusqu'à l'adoption du Sherman Silver Purchase Act le 14 juillet 1890. Cette loi, rédigée par le sénateur de l'Ohio et ancien secrétaire au Trésor John Sherman, oblige le Trésor à augmenter la quantité d'argent achetée à 4 500 000 onces troy (140 000 kg) chaque mois. Les partisans de cette loi estiment qu'une augmentation de la quantité d'argent achetée entraînerait une inflation, ce qui soulagerait les agriculteurs du pays. La loi reçoit également le soutien d'intérêts miniers, car des achats aussi importants feraient monter le prix de l'argent et augmenteraient leurs profits. Bien que la loi exige que les gros achats d'argent soient effectués indéfiniment, elle prévoit que la Monnaie doit frapper 2 000 000 de dollars d'argent chaque mois jusqu'en 1891 seulement. Comme le Trésor dispose déjà d'un excédent de dollars en argent, la frappe de dollars chute fortement à partir de 1892. L'argent qui reste après la frappe des dollars est utilisé pour frapper des pièces de dix cents, des quarts et des demis-dollars.
À partir du début de 1893, un certain nombre d'entreprises industrielles, dont la Philadelphia and Reading Railroad et la National Cordage Company, font faillite. La panique de 1893 donne lieu à des faillites et à des débâcles bancaires. En juin de cette année-là, le président Grover Cleveland, qui pense que la panique est due à l'inflation générée par la loi Sherman sur l'achat de l'argent, convoque une session spéciale du Congrès afin de l'abroger. La loi est abrogée le 1er novembre 1893. Le 13 juin 1898, le Congrès ordonne la frappe en dollars d'argent de tous les lingots d'argent restants achetés en vertu de la loi Sherman sur l'achat de l'argent. La production de dollars d'argent augmente à nouveau, jusqu'à ce que les lingots soient épuisés en 1904, date à laquelle elle cesse.

## Pittman Act

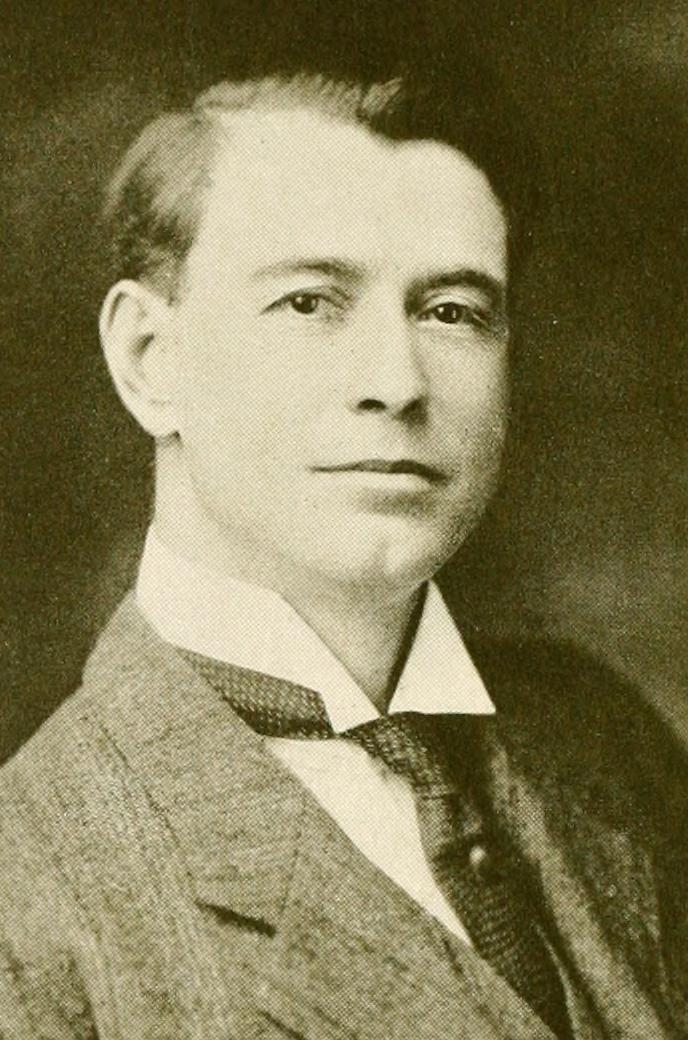
Le sénateur Key Pittman est responsable de la loi qui prévoit de faire fondre jusqu'à 350000000 dollars d'argent.

Le gouvernement allemand lance une campagne de propagande pendant la Première Guerre mondiale pour discréditer la monnaie du Royaume-Uni en Inde. Les Allemands convainquent les citoyens indiens que les billets de banque britanniques dans ce pays ne peuvent pas être échangés contre de l'argent. Cela conduit à une ruée sur l'offre britannique d'argent. En réponse, le sénateur démocrate américain Key Pittman du Nevada introduit une législation en 1918 qui vise à offrir un soulagement financier au gouvernement britannique. Le projet de loi, adopté le 22 avril 1918, stipulait que « les ventes de lingots d'argent en vertu de cette loi peuvent être effectuées dans le but de conserver le stock d'or existant aux États-Unis, de fournir de l'argent pour la frappe de pièces subsidiaires et pour un usage commercial, et d'aider les gouvernements étrangers en guerre contre les ennemis des États-Unis ». La loi Pittman autorise les États-Unis à fondre jusqu'à 350 millions de dollars d'argent, et ce, dès l'adoption de la loi. Les États-Unis fondent finalement un total de 270 232 722 dollars d'argent. Sur ce montant, 259 121 554 sont vendus au Royaume-Uni au prix d'un dollar par once troy.

Les États-Unis ne recommencent à frapper le dollar Morgan qu'en 1921, la seule année où les dollars Morgan sont frappés à la Monnaie de Denver. Comme le Trésor a détruit les matrices obsolètes du dollar Morgan en 1910, Morgan doit créer une matrice maîtresse entièrement nouvelle. Une autre disposition de la loi Pittman autorise les États-Unis à frapper une pièce de remplacement pour chaque dollar d'argent fondu. La même année, le dollar Peace est émis pour la première fois pour commémorer la fin de la Première Guerre mondiale. Il est censé être frappé pour remplacer le dollar Morgan en vertu de la loi Pittman, mais sans l'autorisation du Congrès, bien que la loi ne décrive pas le dessin de la pièce. Le changement de dessin est en fait autorisé par une loi du Congrès de 1890, qui stipule :

« Aucune modification du dessin ou de la matrice d'une pièce ne doit être apportée plus d'une fois en vingt-cinq ans à compter de l'année de la première adoption du dessin, du modèle ou de la matrice pour la même pièce : À condition qu'aucune modification ne soit apportée au diamètre d'une pièce et que rien dans le présent article n'empêche l'adoption de nouveaux dessins ou modèles pour les dispositifs ou emblèmes déjà autorisés pour le dollar standard en argent et la pièce de cinq cents en nickel, dès que possible après l'adoption de la présente loi. »

## Pièces mémorables

### Dollars Morgan de la Monnaie de Carson City
Jusqu'en 1964, les citoyens américains peuvent, sur demande, échanger du papier-monnaie, appelé certificat d'argent, contre des dollars d'argent à la Monnaie du Trésor américain. En 1962, un individu rachète un certificat d'argent et reçoit en échange un rare et précieux dollar Morgan. La pièce provient d'un sac de dollars en argent dans le coffre-fort de la Monnaie de Philadelphie,. Cet incident suscite un énorme intérêt et, entre novembre 1962 et mars 1964, des millions de dollars Morgan et Peace sont vendus au grand public. La demande d'échange de certificats en argent contre des dollars en argent est si importante que des files d'attente se forment devant le bâtiment du Trésor à Washington. Certaines personnes faisant la queue poussent des brouettes. Le Trésor américain découvre dans ses coffres des sacs de dollars de la Monnaie de Carson City, inconnus jusqu'alors, contenant un peu plus de 2,8 millions de dollars en argent. Les fonctionnaires du Trésor décident de ne pas les écouler parce que le nombre total de pièces frappées à l'hôtel des monnaies de Carson City est généralement inférieur aux autres.
Le 12 mai 1969, la Commission mixte sur la monnaie se réunit afin de déterminer la meilleure façon de vendre les dollars de Carson City précédemment retenus par les fonctionnaires du Trésor. Elle recommande une vente aux enchères par correspondance. Une loi est adoptée le 31 décembre 1970, ordonnant au Trésor de transférer les dollars en argent à l'administration des services généraux (General Services Administration - GSA), qui est chargé de la commercialisation et de la vente des pièces. La loi stipule également que tous les produits de la vente doivent être « reversés au Trésor sous forme de recettes diverses ». Le Congrès fournit à l'Administration des services généraux dix millions de dollars pour commercialiser les pièces de Carson City. La publicité consiste en des affiches et des brochures distribuées aux bureaux de poste, aux banques et à diverses institutions financières, ainsi qu'en des documentaires télévisés. Les pièces sont triées et montées dans de petits présentoirs en plastique. La GSA effectue un total de sept ventes par correspondance entre 1972 et 1980. Au total, ces ventes génèrent des recettes de 107 millions de dollars.

### Dollar commémoratif de San Francisco

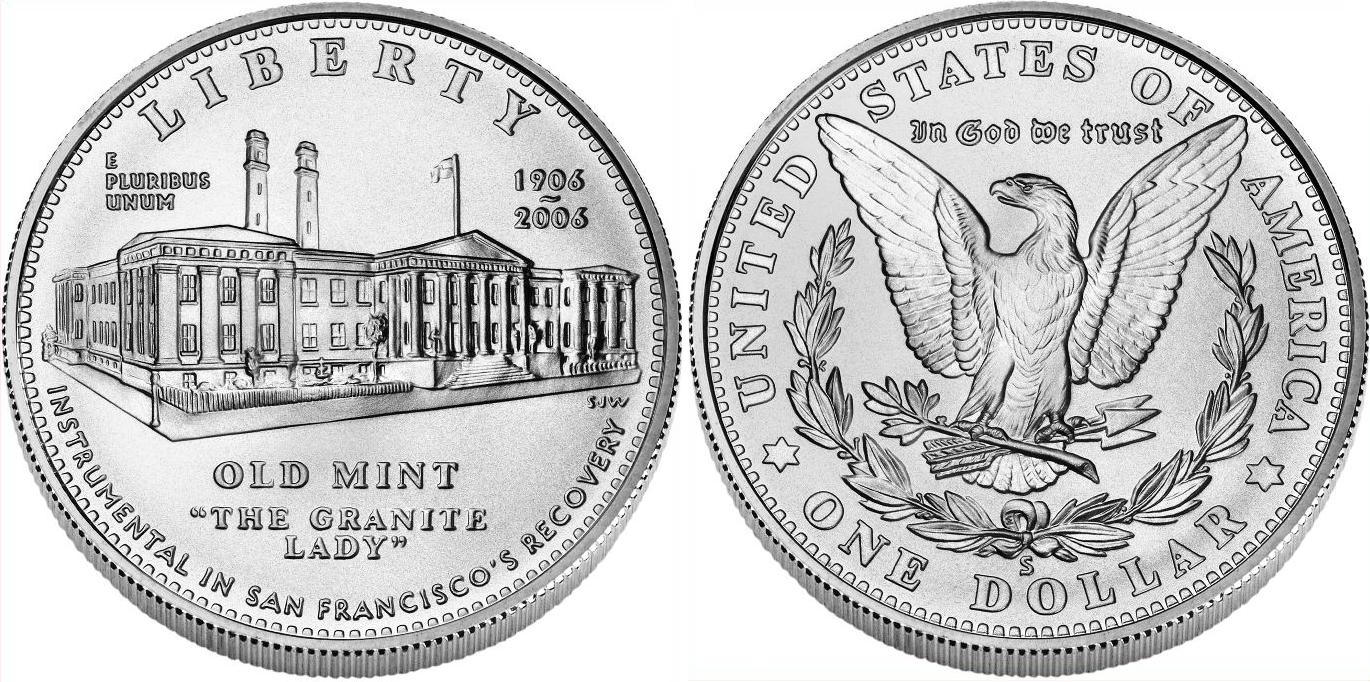
Dollar commémoratif en argent de 2006, portant le dessin du revers de Morgan avec des modifications.

Le 15 juin 2006, une loi, qui prévoit la frappe d'un dollar en argent et d'une pièce d'or de cinq dollars en « commémoration de l'ancienne Monnaie de San Francisco », est approuvée, avec des surtaxes à verser au musée de San Francisco dans le but de réhabiliter l'ancienne Monnaie. Au total, 100 000 pièces commémoratives en or et 500 000 en argent sont autorisées. L'autorisation est accordée à la demande de plusieurs publications de loisirs, qui demandent à leurs lecteurs de contacter les membres du congrès local et de les persuader d'adopter la législation nécessaire. Les dessins approuvés pour le dollar en argent portent une vue frontale gauche du bâtiment de l'ancienne Monnaie à l'avers et une copie du dessin de l'aigle de Morgan au revers. L'artiste de la Monnaie, Joseph Menna, réalise un nouveau modèle pour le revers, en utilisant comme modèle un dollar frappé à San Francisco en 1904.

### Dollars Morgan et Peace de 2021
Le 22 septembre 2020, la Chambre adopte une proposition de loi qui permet de frapper des pièces de monnaie en dollars Morgan et Peace à l'occasion du 100e anniversaire de la transition du dollar Morgan au dollar Peace pour « commémorer cette évolution significative de la liberté américaine »,. Le projet de loi H.R. 6192 (2021 Silver Dollar Coin Anniversary Act) propose des dollars Morgan en argent à 26,73 g contenant 90 % d'argent. Le 18 décembre 2020, le Sénat américain approuve à l'unanimité l'adoption de ce projet de loi. Il est signé par le président des États-Unis Donald Trump le 5 janvier 2021. Le 19 janvier, le comité consultatif des citoyens sur les pièces de monnaie entérine, également à l'unanimité, le projet, avec des recommandations adressées au secrétaire au Trésor. Il n'y a pas de limite connue pour la frappe de la monnaie, ni de limite pour les commandes, ni de prix de vente connu. La frappe de la monnaie ne peut commencer qu'après le 1er janvier 2021.
Le dollar Morgan de 2021 est frappé dans les installations de la Monnaie de Philadelphie, de Denver et de San Francisco. Les frappes de Philadelphie ne portent pas de différent de la Monnaie, tandis que celles de Denver et de San Francisco portent respectivement les marques D et S. En outre, l'établissement de Philadelphie frappe deux autres dollars Morgan qui portent des marques privées en l'honneur des succursales de la Monnaie qui étaient en activité à l'époque du dollar Morgan, les Monnaies de Carson City et de La Nouvelle-Orléans.

## Valeur numismatique
Depuis des générations, l'un des plus grands objectifs des collectionneurs a été d'amasser une collection complète de dollars Morgan. Le nombre incroyable de pièces fondues à la suite de la loi Pittman a fait de cette tâche un véritable défi, car de nombreuses pièces de la branche plus rare de la Monnaie et de l'année ont été détruites en même temps que les pièces les plus répandues. Personne ne sait avec certitude combien de dollars Morgan historiques subsistent encore aujourd'hui, mais on sait sans aucun doute qu'ils sont l'une des pièces américaines les plus populaires et les plus collectionnées au monde. De nombreux collectionneurs possèdent quelques pièces comme exemples de la série, mais seuls quelques-uns peuvent espérer accomplir le rare exploit de rassembler une collection complète de Morgan de chaque année où ils ont été frappés.
Au milieu et à la fin des années 1970, l'Administration des services généraux a vendu la majeure partie des dollars restants dans les coffres du Trésor. Près de trois millions de pièces ont été vendues, la plupart portant le double « c » de la marque de la Monnaie de Carson City. Ces pièces étaient présentées dans des conteneurs en plastique scellés et vendues entre 15 et 60 dollars chacune. Toutes ces pièces ont acquis une valeur plusieurs fois supérieure depuis cette époque.
La pièce la plus chère est un dollar de la Monnaie de Carson City, de 1889, vendu 881 250 dollars, lors d'une vente aux enchères de Stack's Bowers, le 27 juillet 2013, ce qui la place loin devant le précédent record, datant de 2005, un dollar de la Monnaie de La Nouvelle-Orléans de 1885, qui a été acquis pour la somme de 575 000 dollars.